# Vicente de Peraza
Vicente de Peraza (falecido em 1553) foi um prelado católico romano que serviu como segundo bispo do Panamá (1520–1526).

## Biografia
Nascido em Sevilha, algumas fontes indicam que a sua cidade natal foi Fuerteventura, Vicente de Peraza foi ordenado sacerdote na Ordem dos Pregadores. A 5 de dezembro de 1520, o Papa Leão X nomeou-o segundo Bispo do Panamá. No dia 1 de abril de 1521, foi consagrado bispo por Francisco Bobadilla, bispo de Salamanca com Paris de Grassis, bispo de Pesaro como co-consagrador. Foi instalado em 15 de agosto daquele ano. Em 1526, renunciou ao cargo de bispo do Panamá. Faleceu em 1553.